# Bennie Muller
Pour les articles homonymes, voir Muller.
Bennie Muller, né le 14 août 1938 à Amsterdam et mort le 17 janvier 2024, est un joueur de football international néerlandais, évoluant au milieu de terrain. Il joue 426 matches officiels avec le club de l'Ajax Amsterdam entre 1958 et 1970. Il est à ce titre un membre du Club van 100. Il est le père du footballeur Danny Muller (en).

## Biographie

### En club
Bennie Muller réalise la quasi-totalité de sa carrière avec l'Ajax Amsterdam.
Il dispute avec cette équipe 341 matchs en championnat, inscrivant 30 buts. Il inscrit sept buts lors de la saison 1966-1967, ce qui constitue sa meilleure performance.
Son palmarès avec l'Ajax est constitué de cinq titres de champion des Pays-Bas et trois Coupes des Pays-Bas.
Au sein des compétitions européennes, il joue 20 matchs en Coupe d'Europe des clubs champions (deux buts), quatre matchs en Coupe des villes de foires, et deux matchs en Coupe des coupes. Il atteint la finale de la Coupe d'Europe des clubs champions en 1969, en étant battu par le Milan AC.

### En équipe nationale
Bennie Muller reçoit 43 sélections en équipe des Pays-Bas entre 1960 et 1968, inscrivant deux buts.
Il joue son premier match en équipe nationale le 3 avril 1960, en amical contre la Bulgarie.
Il dispute trois matchs lors des éliminatoires du mondial 1962, trois matchs lors des éliminatoires du mondial 1966, et enfin une rencontre lors des éliminatoires du mondial 1970. Il dispute également une rencontre lors des éliminatoires de l'Euro 1964, et cinq rencontres lors des éliminatoires de l'Euro 1968.
Il inscrit son premier but avec les Pays-Bas le 24 mai 1964, contre l'Albanie, lors des éliminatoires du championnat d'Europe (victoire 2-0 à Rotterdam). Il marque son second but le 17 avril 1966, en amical contre la Belgique (victoire 3-1 à Rotterdam).

## Palmarès
Avec l'Ajax Amsterdam
- Vainqueur de l'International football cup en 1962
- Finaliste de la Coupe d'Europe des clubs champions en 1969
- Champion des Pays-Bas en 1960, 1966, 1967, 1968 et 1970
- Vice-champion des Pays-Bas en 1961, 1963 et 1969
- Vainqueur de la Coupe des Pays-Bas en 1961, 1967 et 1970
- Finsliate de la Coupe des Pays-Bas en 1968